# Baia Providenija
La baia Providenija (in russo Бухта Провидения, buchta Providenija?; in inglese Providence Bay; in italiano baia della Provvidenza) è un fiordo della costa meridionale della penisola dei Ciukci, nel mare di Bering. Si trova in Russia nel Circondario autonomo della Čukotka.

## Geografia
La baia si trova ad ovest di capo Čukotskij e si apre sul golfo dell'Anadyr'. È lunga 34 km e larga tra i 2,5 e i 4 km e ha una profondità massima di 150 m. L'ingresso alla baia (largo 8 km) è tra capo Lysaja Golova (мыс Лысая Голова) a est, e capo Lesovskij (мыс Лесовского) a ovest. A circa 14 km dall'ingresso della baia Providenija, si apre verso est la baia Komsomol'skaja (Комсомольская бухта), nota anche come Emma Harbor (гавань Эмма), dove si trova, sulla costa settentrionale, la cittadina di Providenija e, di fronte, su quella meridionale, Ureliki. La baia di Emma Harbor è larga circa 1,5 e lunga 6 km, con profondità che vanno dagli 11 ai 27 m.

## Storia
Scoperta dalla spedizione russa del cosacco Kurbat Afanas'evič Ivanov nel 1660, la baia era poi rimasta senza nome per altri 200 anni.
Il nome di un ancoraggio denominato Plover Bay all'interno della baia Providenija venne usato da fonti inglesi come sinonimo della baia stessa. Plover Bay prende il nome dalla HMS Plover, una nave britannica che aveva svernato in Emma Harbor nel 1848-1849. L'HMS Plover, con il capitano Thomas E. L. Moore, aveva lasciato Plymouth nel gennaio del 1848 diretta verso il mare di Bering per trovare la spedizione perduta di Franklin. Il 17 ottobre 1848 Moore aveva ancorato la sua nave in un porto sicuro, e ne aveva voluto riconoscere il merito con il nome di Providence (provvidenza).
Nel 1866-1867 svernarono nella baia Providenija i membri della Western Union Telegraph Expedition. La baia fu un popolare luogo di incontro per la pesca e lo svernamento di balenieri e mercanti tra il XIX e gli inizi del XX secolo.

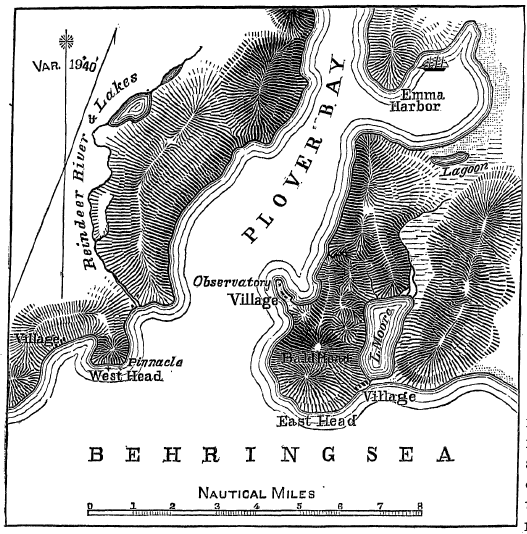
Mappa del 1870 che riporta il nome Plover Bay.

In un insediamento lungo la costa è nato il compositore di scacchi Aleksandr Kuzovkov.